# 3064 Zimmer
3064 Zimmer eller 1984 BB1 är en asteroid i huvudbältet som upptäcktes den 28 januari 1984 av den amerikanske astronomen Edward L.G. Bowell vid Anderson Mesa Station. Den är uppkallad efter den belgiske astronomen Louis Zimmer.
Asteroiden har en diameter på ungefär 12 kilometer och den tillhör asteroidgruppen Nysa.